# 魏牟
魏牟（?—?），战国时魏国公子，即魏公子牟，又称公子牟。魏国伐得中山国，封公子牟于中山，又称中山公子牟。
魏牟活动在于魏昭王、魏安僖王时期（前295—前243）。据《荀子·非十二子》斥其与它嚣“纵情性，安恣睢，禽兽行，不足合文通治，然而其持之有故，其言之成理，足以欺惑愚众”。魏牟与公孙龙交好而笃信其说，极力为公孙龙辩护，赞同他的“指不至，至不绝”。《庄子》、《列子》都有他和公孙龙论辩之事，与公孙龙同时，其思想接近于道家楊朱學派。
《汉书·艺文志》道家类有《公子牟》四篇，但汉朝時即已亡佚。